# 托马斯·恩格尔
托马斯·恩格尔（英語：Thomas Engel，1927年11月19日—1979年12月6日），新西兰男子赛艇运动员。他曾代表新西兰参加1950年大英帝国运动会赛艇比赛，获得男子八人单桨有舵手银牌。